# 拉卡·巫茂
洛佳飛（1969年9月22日—），為台灣原住民歌手，以阿飛為藝名出道，花蓮縣萬榮鄉明利村的賽德克族人，原名拉卡巫茂，2024年更名為洛佳巫茂，以創作歌手及演員雙重身份持續演藝生涯。

## 簡介
身為長子的洛佳巫茂於國中畢業後即進入軍校，度過10年軍人生涯，退伍後接受廚師職訓，並同步開始於木船民歌廳駐唱，隨後於花蓮統帥大飯店經歷六年的廚師生涯，過著廚師與駐唱歌手雙重身份的日子。1999年應台北的EZ5 PUB邀請演唱，於是結束廚師生涯專心於歌唱事業，全盛時期曾一週在各大餐廳及Pub演唱12場。2002年接任 SEEDER 樂團主唱。2003年應EZ5邀請到雲南省昆明市表演一個月，2005年應邀至青島演出三個月，累積了相當豐富的現場演出經驗。

於EZ5期間最重要的影響是結識了不浪·尤幹等音樂創作上的朋友，從此自期以賽德克族語為其音樂創作主軸。2004年出版第一張母語音樂創作專輯《Skiya Sabah 飛‧回家》，隨即於2005年獲得第十六屆金曲獎《最佳原住民流行音樂專輯演唱新人獎》。2006年獨立出版個人第二張母語創作專輯《想‧飛》。在駐唱同時也基於生活壓力而擔任鐵工，但無論如何都未曾離開歌唱事業，長時間維持白天工地、晚上Pub演出兩種截然不同的工作，台北的101大樓及高鐵都有他的一份貢獻。

2007年入選雲門舞集《流浪者計畫》並於2008年獨自前往瀘沽湖流浪三個月，採集當地的人聲及樂器作為創作靈感，回來後於雲門舞集的安排下陸續進行巡迴講座至今。2008年亦代表台灣前往新加坡，參加澳洲亞洲之聲舉辦的「SUTASI全亞洲區音樂新人選拔大賽」。

歌唱事業之外，於2003年開始參與戲劇演出及配樂，電影處女作為鄭文堂導演的《夢幻部落》，而在王金貴導演的《人之島》中更是兼任演員及配樂兩項工作，然而最受矚目的是2009年至2010年在魏德聖導演於2011年上映的電影《賽德克巴萊》中飾演荷戈社頭目塔道‧諾干，同時創作了《賽德克‧巴萊》主題曲《看見彩虹》，入圍第48屆金馬獎「最佳原創電影歌曲」。

此外，拉卡·巫茂也精通多種民族樂器，諸如賽德克族的口簧琴，澳洲的原住民樂器Didjiridoo，緬甸三弦琴，烏克麗麗及雲南葫蘆絲等，曾多次公開表演，在個人的Youtube頻道上亦可見到他的演出。

2013年12月31日以拉卡飛琅為藝名推出個人第三張創作專輯《流浪的歌》，以瀘沽湖流浪經驗為主題，融合摩梭人傳統民謠與賽德克歌謠，創造出世界一家概念的詩歌。並以本專輯入圍第25屆金曲獎最佳原住民語歌手獎及最佳原住民語專輯奬。

睽違十年~2023年9月5日再度推出全新創作電音專輯《飛翔傳說》，專輯還與知名電音製作人DJ大衛攜手合作，共同打造一張史詩般的重磅級電音專輯。
《飛翔傳說》將原住民的獨特聲音與電子音樂元素完美結合，呈現出前所未有的震撼效果，帶領聽眾猶如穿越時空，探索古老的賽德克文化與現代科技的奇幻融合。拉卡·巫茂的深情嗓音在音樂的綻放中，如詩如畫地訴說著故事。每一首歌曲都像是一幅繪畫，用歌聲描繪出壯闊的山川河流，每一次聆聽，都讓我們沉浸在拉卡·巫茂創造的奇幻世界，體驗著原住民文化的深邃之美。
從音樂到視覺都極具辨識度也打破外界對原住民音樂的想像。融合古謠、現代、流行以及電音元素，更加入象徵部落榮耀的神祕樂器「獵首笛」。實體專輯裝幀設計由葛萊美獎「最佳專輯包裝設計獎」得主李政瀚操刀設計，再次與知名塗鴉藝術家BLACKZAO合作，以賽德克族傳統符號結合AI繪圖技術，拆解符號元素後再構成，組成富科幻及神秘色彩的超現實圖像。隨著史詩樂章的曲目延續，傳達古老部落的智慧與故事給現今的文明世界，讓文明能了解賽德克族的美麗之處！

## 專輯
- 2004年，發行個人專輯《Skiya Sabah 飛‧回家》
  - 曲目

1. 天堂
2. 思念
3. 讓你離去
4. 山林的小孩
5. 愛我們的家園
6. 牛
7. 打獵
8. 白米酒

- 2006年，發行個人第二張母語創作專輯《想‧飛》
  - 曲目

1. 櫻花彩虹(木吉他演奏版本)
2. 從心來過
3. 我好想飛
4. Pongso no tao(人之島主題曲)
5. 櫻花彩虹(母語版)
6. 日出(人之島片頭曲)
7. Wa da su da
8. 角石
9. 回鄉(人之島插曲)
10. Ni ya ho sa
11. 愛我們的家園
12. 櫻花彩虹(國語版)

- 2013年，發行個人第三張母語創作專輯《流浪的歌》
  - 曲目

1. 瀘沽湖 Lugu Lake
2. 好心情 Good Mood
3. 流浪的風 Wandering Wind
4. 湖心 Peaceful Lake
5. 大酒鬼 Drunkard
6. Lo king
7. 一面湖水 Side Of The Lake
8. 飛向何方 Where To Fly
9. 讓愛更自由 Set Love Free
10. 不要讓我受傷 Don't Make Me Hurt

- 2020年，與多位藝人共同發行《洄海嵐山》（花蓮原住民在地六大族群音樂創作專輯）
  - 曲目

1. 腳印 nadipaan
2. 歡聚歌 Suubu ta maras
3. 採玉米 Kapu-i
4. 思念情人 Lmlu rabuh
5. 捕魚歌 meRaybaut
6. 上山趣 Talotok
7. 歡樂感恩 Mares megay
8. 日出 Mrdax Hido
9. 採藤歌 Mioway
10. 洄海嵐山

- 2023年7月24日，飛翔傳說專輯首波_單曲《美麗星空Suyan Karac》於各大數位平台發行

- 2023年8月25日，個人第四張母語創作專輯《飛翔傳說》各大數位平台發行〈史詩電音樂章〉

- 2023年9月5日，實體專輯發行《飛翔傳說》
  - 曲目

1. (序曲-第一章) 祖靈之眼 Duriq Utux
2. 赫里岸刺面 Hliyan Ptasan
3. 祭典巫女 Pgaya Mhuni
4. 特米諾恩女人 Tminun Ｍqedin
5. 山林神鷹 Qdiro
6. (序曲-第二章) 夜 Keeman
7. 美麗星空 Suyan Karac
8. 赤足 Qaqai
9. 火焰 Ranaq Puniq
10. 獻祭 Nuuwai Gaya
11. 大加汗宿 Tngahan Alan
12. (序曲-最終章) 岩洞 Lhngau
13. 奔襲 Tmalan

## 獎項
- 2005年，以專輯《飛 回家》獲第十六屆金曲獎「最佳原住民流行音樂專輯演唱新人獎」
- 2007年，入選2008年雲門舞集《流浪者計畫》
- 2011年，詞曲創作《看見彩虹》入圍第四十八屆金馬獎《最佳原創電影歌曲》
- 2014年，專輯《流浪的歌》入圍第二十五屆「金曲獎最佳原住民語專輯奬」及「最佳原住民語歌手獎」
- 2023年7月30日，112年度桃園市原住民聯合豐年節，以《Pouda Gaya歡度慶典》獲得「主題曲第一名」

## 配樂
- 2006年，電影《人之島》配樂及主題曲《Pongso no tao》、片頭曲《日出》、插曲《回鄉》詞曲創作
- 2007年，金鐘單元劇《回家》、《十歲笛娜的願望》電視配樂
- 2011年，電影《賽德克·巴萊》主題曲《看見彩虹》及插曲《賽德克·巴萊》詞曲創作

## 戲劇
- 2002年，公視人生劇展《瓦旦的酒瓶》飾演：尤繞
- 2003年，電影《夢幻部落》飾演：尤繞
- 2006年，電影《人之島》飾演：阿飛
- 2008年，八大電視迷你影集《說好不准哭》飾演：流浪漢
- 2010年，電影《眼淚》客串
- 2011年，電影《賽德克·巴萊》飾演：塔道·諾干
- 2011年，原民電視單元劇《飄搖的竹林》飾演：清潔工
- 2011年，客家電視台《阿戇妹》第八集客串演出 飾演：阿德
- 2012年，電影《球來就打》飾演：黃議員
- 2018年，台北市政府原住民族事務委員會-尊老微電影/《獵人tqsinuw》飾演：哈勇
- 2019年，台視、八大戲劇台、新傳媒8頻道、新傳媒U頻道《你那邊怎樣·我這邊OK》飾演：朵優舅舅
- 2021年，電影《月老》飾演：閻羅王
- 2023年，公視《八尺門的辯護人》飾演：船長 鄭峰群(Kaniw)
- 2024年，高雄拍電影短片《所有人都在死》飾演：殺手
- 2024年，高雄拍電影短片《Rongay 猴子》飾演：父親
- 2025年，【百年原殤｜太魯閣族抗日戰役 （抉擇）飾演：頭目 哈魯閣、納威

## 電視
- 2016年8月日，大愛電視台《音樂有愛》流浪樂人-拉卡飛琅
- 2017年1月8日，原住民族電視台《第二季Vulayan圓夢舞台》部落晉級賽外景VCR，擔任賽德克族部落學長
- 2020年10月11日，大愛電視台《立德路2號》節目《洄-海-嵐-山》 專訪

## 演唱會
- 2011年12月10日，西門町河岸留言「看見彩虹，聽見飛翔」個人演唱會
  - 曲目

1. 安可曲-with or without you

- - 樂手

1. 吉他：小隆

- 2012年2月24日，台北口袋咖啡拉卡巫茂-Laka飛琅個人演唱會
  - 曲目

- 2012年3月31日，高雄 The Wall駁二。「看見彩虹，聽見飛翔」個人演唱會
  - 曲目

1. 安可曲--看見彩虹

- 2012年9月22日，台北圓環 Laka 飛琅生日趴不插電音樂會
  - 曲目

1. 看見彩虹

- 2014年.1月11日 / 台北誠品敦南店－－拉卡.飛琅.流浪的歌-音樂分享會

- 2014年1月12日 /  高雄駁二藝術特區B10倉庫－－拉卡.飛琅.流浪的歌-音樂分享會/In Our Time我們的時代電台咖啡館

## 音樂會
- 2012高雄春藝草地音樂會－－『賽德克．巴萊』電影交響詩音樂會
- 2012年3月10、11日，高雄美術館面湖草坡。
- 2012年4月7日，臺北國際會議中心。
- 2015年6月25日， NEO Studio 第26屆GMA金曲售票演唱會 [ 源聲之夜 ]
- 2017年4月2日， 花蓮萬榮鄉明利村碧赫潭部落音樂會
- 2018年9月22日，花蓮東大門原住民民一條街主舞台-生日音樂會
- 2021年1月23日，花蓮聽海小院 拉卡·巫茂-阿飛 山與海的對話
- 2020年9月19日，新竹尖石鄉-Atayal泰雅音樂節
- 2021年9月4日，金曲講唱音樂會-花蓮A May哈客會館
- 2024年5月4日，發起【花蓮震災關懷公益音樂會】結合歌手齊聚於花蓮東大門共融舞台

- 駐唱。皆已結束
  - China Pa中國父
  - A-BAR
  - 台北圓環保庇霸
  - 淡水漁人碼頭水灣餐廳
  - 淡水漁人碼頭哈瓦那餐廳
  - Mist music bar
  - EZ5餐廳
- 直播演唱
  - 花蓮  東大門夜市
  - 浪Live直播，時段18:30-22:00 ID: 1457857

## 商演
- 2010年11月18日，台東鐵花村
- 2014年5月14日，台東鐵花村
- 2015年7月4日，台東鐵花村
- 2016年8月21日，原住民族音樂生活節-台北花博舞蝶館
- 2015年，原味狂潮音樂祭-大佳河濱公園
- 2016年8月20，台東鐵花村
- 2017年9月2日，台東鐵花村
- 2018年8月2日，花蓮-遠雄悅來大飯店
- 2018年8月26日，釀市集回娘家演唱會
- 2018年12月15日，安仁放歌音樂節
- 2019年9月，島嶼音樂祭-日本沖繩場
- 2019年10月，台東鐵花村
- 2020年5月2日，台東鐵花村
- 2020年11月14日，第五屆原住民盃全國流行舞蹈大賽-花蓮
- 2020年11月21日，太平洋falifali音樂節-瑞穗鄉 瑞美運動公園
- 2020年12月15日，2020花蓮太平洋溫泉季-瑞穗溫泉展區暖暖音樂會
- 2020年12月31日，花蓮萬榮鄉跨年晚會-花蓮萬榮鄉
- 2021年2月28日，台東鐵花村
- 2021年10月8日，台東鐵花村
- 2021年10月9日，島嶼音樂祭-島嶼音樂會 花蓮場
- 2021年12月10日，台東池上－樂賞大坡池音樂館
- 2021年，中國農民歌會表演看見彩虹
- 2022年3月4日，台東鐵花村
- 2022年8月7日，沙灣歷史文化園區-原聚原鄉原民生活音樂節
- 2022年10月9日，基隆國門廣場-好港啤酒生活節
- 2023年4月17日，墾丁石牛溪農場-2023 XTERRA亞太錦標賽
- 2023年5月12日，台東鐵花村
- 2023年12月3日，台東鐵花村（即將熄燈場）
- 2024年9月14日，基隆白米甕炮台

## 講座
- 2008年至2015年，雲門舞集流浪者校園講座
- 2018年12月10日，臺北市立大學音樂講座

## 外部連結
- 拉卡‧巫茂 - 阿飛Facebook官方粉絲專頁
- Youtube 拉卡·巫茂(阿飛)個人頻道
- 拉卡·巫茂(阿飛)的streeVoice音樂部落格[永久]
- 拉卡.飛琅iNDIEVOX個人頻道

Laka Umaw 拉卡•巫茂IG 